# Група Патріот (громадська організація)
«Група Патріот» — неполітична громадська організація, що займається пошуком безвісти зниклих, загиблих Захисників України, сприяє обміну та звільненню полонених  внаслідок російської агресії проти України.
Інша діяльність:
- Пошук зниклих військових;
- Пошук тіл загиблих, а також поховань на тимчасово окупованих територіях;
- Інтеграція ветеранів у суспільство;
- Надання гуманітарної допомоги українським військовим по всій лінії розмежування;
- Допомога захисникам України та їх родинам;
- Організація та проведення заходів національно-патріотичного виховання з метою  формування та утвердження української громадянської ідентичності;
- Протидія гібридній інформаційній агресії росії.[3]

## Історія заснування
Як волонтерське об'єднання, «Група Патріот» виникла 26.07.2014 в Слов'янську Донецької області. У липні після боїв на прикордонних територіях Донецької та Луганської областей українські військові мали немало загиблих і полонених. До активіста сотника Майдану Олега Котенко (позивний «Патріот») звернулися знайомі з Черкас щодо пошуку зниклих безвісти земляків. Після конструктивних проведених переговорів Олегом Котенко, бійців було звільнено. Це і стало початком роботи громадської організації «Група Патріот».
Перші відгуки щодо діяльності громадської організації висловив губернатор Черкаської області Юрій Ткаченко. За обмін полонених під Слов'яносербськом та евакуацію українських громадян він нагородив одного з учасників переговірної групи  «Група Патріот» нагрудним знаком.

## Визволення військовополонених
У жовтні 2014 року переговірники  «Групи Патріот» брали участь в обміні поблизу селища Сміливе. Спочатку обмін не вдалося здійснити через обстріли з «градів». Тому звільнення заручників пройшло наступного дня біля селища Донецьке. В звільненні заручників взяли  участь бійці спецпідрозділу «Альфи» і представник Об’єднаного центру зі звільнення заручників СБ України. У результаті було звільнено 14 українських військових
28 жовтня 2014 року на блокпосту біля міста Щастя Луганської відбулось звільнення заручників за участі переговірників  «Група Патріот». В результаті перемовин було звільнено 7 українських військових 80-ї аеромобільної бригади та 4 цивільних.
18 листопад активісти брали участь у звільненні 7 українських заручників.
3 березня 2015 року  було звільнено заручників –  4 бійців 128-ї бригади. Визволенням спільно займалися відділ звільнення військовополонених при Міністерстві оборони України та переговірники  «Групи Патріот».
2 квітня 2015 року звільнили Василя Козака, що перебував в заручниках з 16 березня. Про звільнення домовлялися на території, підконтрольній «ДНР». У звільненні заручника брав участь Олег Хороших – керівник аналітичного відділу  «Групи Патріот».
4 квітня 2015 року «Група Патріот» провела успішні переговори щодо звільнення голови Радгоспної сільради Скадовського району Херсонської області, а також двох бійців 93-ї та 51-ї бригади.
19 травня 2015 року  з заручників самопроголошеної «ДНР» звільнили двох бійців Нацгвардії України: Ігоря Панчишина — зі Львова, та Миколу Валебного із с. Межиріччя, Сокальського району, Львівської області, які потрапили в заручники у Дебальцевому, 18 лютого 2015 року.
10 липня 2015 року представники  «Групи Патріот» брали участь у переговорах та звільненні  9 військових та 1 волонтера. Звільнення заручників відбулось  біля міста Щастя.

## Інша діяльність
Після повномасштабного вторгнення росії на територію України, 24 лютого 2022 року, члени громадської організації  «Група Патріот» стали на захист України і на передовій. Серед них життя віддали, захищаючи Батьківщину: Шостак Андрій Едуардович, Кубрушко Сергій Володимирович. 
Окрім іншого, громадська організація «ГРУПА ПАТРІОТ» займається:
- сприяє пошуку посібників російської агресії;
- допомогою силовим структурам у виявленні дій, що загрожують безпеці громадян України або цілісності та незалежності України;
- координацією співпраці громадян та силових держустанов у питаннях безпеки громадян України та  захистом їх порушених прав внаслідок російської агресії;[15]
- навчанням цивільного населення основ.

### Інтеграція ветеранів у суспільство
- надання кваліфікованої допомоги ветеранам у регіонах, зокрема у сферах перекваліфікації освіти, психологічної підтримки та консультацій, щодо соціальних гарантій;
- реабілітація звільнених полонених та надання психологічної допомоги родинам осіб, зниклих безвісти за особливих обставин;
- надання консультацій ветеранам та членам їх родин фахівцями колцентру ГО «Група Патріот».

### Протидія гібридній інформаційній агресії росії
Газета «Патріот Донбасу» та відеоканал ГО «Група Патріот» створені для інформування про найактуальніші події в Україні та світі. Під пильною увагою  інформаційного центру зазначених інформаційних ресурсів громадської організації знаходяться важливі новини, що стосуються протидії російській агресії, ключові події, що відбуваються на тимчасово окупованих територіях України. 

### Військова підготовка
У 2024 році створено Навчальний центр спеціальної військової підготовки громадської організації «Група Патріот».
Військова підготовка здійснюється комплексно за наступними напрямками: 
- Військова розвідка (тактика малих груп).
- Штурмові загони.
- Саперно-мінна підготовка.
- Вогнева підготовка (поводження зі зброєю).
- Оператори дронів та FPV-дрона.
- Орієнтування на місцевості.
- Екіпірування та спорядження.
- Інформаційний спротив ворогу.

Навчання здійснюються безоплатно із залученням кращих військових інструкторів, з дотриманням відповідних безпекових норм, які жодним чином не шкодять життю та здоров’ю учасників.